# 月光音楽団
『月光音楽団』（げっこうおんがくだん）は、一部TBS系列局で放送されたTBS製作の音楽番組・トーク番組。製作局のTBSでは2005年1月11日（10日深夜）から2010年3月22日まで放送。

## 概要
様々なゲストを迎えてのトークとゲストアーティストによる音楽ライブによって構成されていた、トーク&ライブ形式の番組である。内容は前身番組『月曜組曲』の後半パートの内容をほぼ引き継いでおり、司会も同パート司会のベッキーが引き続き担当していた。構成は一時期生島ヒロシが担当していたことがある。
放送開始から2009年9月まではベッキーほか様々なタレントたちがレギュラーで出演していたが、2009年10月からはベッキー1人だけになった。トークパートに迎えるゲストとライブパートに迎えるゲストは基本的には別の人物で、映画・ドラマ・CM・音楽・雑誌など様々な分野で活躍する人物をゲストに迎えていた。ただし、2005年7月18日放送分のKiroroや2005年7月25日放送分のPUFFYのように、トークパートにもライブパートにも参加していたゲストもいる。
ラストの2010年3月15日放送分・3月22日放送分では、総集編を2回に分けて放送し、5年3か月間にわたる放送に幕を閉じた。
当番組終了後、TBSで月曜深夜の音楽番組は2011年4月25日開始の『カミスン!』まで存在しなかった。

## 放送時間
- 毎週火曜 0:30 - 0:55 （毎週月曜深夜、2005年1月 - 2008年9月）
- 毎週月曜 23:59 - 翌0:29 （2008年10月 - 2010年3月）

## 出演者

### 番組終了時の出演者
レギュラー
- ベッキー（2005年1月 - 2010年3月） - 通称「ベキ子」。

### 途中降板した出演者
レギュラー
- 佐藤隆太（2005年1月 - 同年9月）
- 石垣佑磨（2005年4月 - 2006年6月）
- 安田美沙子（2005年4月 - 2009年9月） - 通称「みーちゃん」。
- 夏川純（2005年4月 - 2009年9月） - 通称「ナッツ」。
- 山本梓（2005年4月 - 2009年9月） - 通称「あずあず」。

準レギュラー
- 加藤ローサ（2005年1月 - 同年9月）
- 木下あゆ美
- 大沢あかね

## スタッフ

### 番組終了時のスタッフ
- ナレーター：蒼井里紗（2009年10月26日 - 2010年3月）
- 構成：ひぐちひろき、加藤智久、いまぷくけんじ、若尾守重
- リサーチ：村山由紀子、播田ナオミ、谷岡千江里
- TM：河野志朗
- TD：井原公二
- 美術プロデューサー：中江大志
- 美術デザイナー：中西忠司
- ディレクター：小野塚英明、柴田猛司、高野正範
- 演出：イトウヒデト（伊藤秀人）
- プロデューサー：志賀大士
- チーフプロデューサー：大木真太郎（2009年7月 - 2010年3月）- 2009年6月まではプロデューサー。
- 技術協力：エヌ・エス・ティー、ティエルシー、TAMCO、東通
- 制作：TBSテレビ
- 製作著作：TBS

### 途中まで参加していたスタッフ
- ナレーター：中村正（2009年9月まで）→ 田辺康彦（2009年10月12日）→ 松本健太（2009年10月19日）
- プロデューサー：鈴木慎治（2009年9月まで）
- チーフプロデューサー：阿部龍二郎（2008年5月まで）→ 中鉢功（2009年6月まで）

## ネット局

### 番組終了時のネット局
| 放送対象地域   | 放送局                    | 系列      | 放送日時                                                                | 放送終了日    | 遅れ日数   |
| -------------- | ------------------------- | --------- | ----------------------------------------------------------------------- | ------------- | ---------- |
| 関東広域圏     | TBSテレビ（TBS）          | TBS系列局 | 月曜 23時55分 - 翌0時29分 （最初の4分間は『もうすぐ月光音楽団』を放送） | 2010年3月22日 | 制作局     |
| 富山県         | チューリップテレビ（TUT） | TBS系列局 | 月曜 23時55分 - 翌0時29分 （最初の4分間は『もうすぐ月光音楽団』を放送） | 2010年3月22日 | 同時ネット |
| 宮城県         | 東北放送（TBC）           | TBS系列局 | 月曜 23時59分 - 翌0時29分                                               | 2010年3月22日 | 同時ネット |
| 山形県         | テレビユー山形（TUY）     | TBS系列局 | 月曜 23時59分 - 翌0時29分                                               | 2010年3月22日 | 同時ネット |
| 福島県         | テレビユー福島（TUF）     | TBS系列局 | 月曜 23時59分 - 翌0時29分                                               | 2010年3月22日 | 同時ネット |
| 中京広域圏     | 中部日本放送（CBC）       | TBS系列局 | 月曜 23時59分 - 翌0時29分                                               | 2010年3月22日 | 同時ネット |
| 岡山県・香川県 | 山陽放送（RSK）           | TBS系列局 | 月曜 23時59分 - 翌0時29分                                               | 2010年3月22日 | 同時ネット |
| 高知県         | テレビ高知（KUTV）        | TBS系列局 | 月曜 23時59分 - 翌0時29分                                               | 2010年3月22日 | 同時ネット |
| 熊本県         | 熊本放送（RKK）           | TBS系列局 | 月曜 23時59分 - 翌0時29分                                               | 2010年3月22日 | 同時ネット |
| 沖縄県         | 琉球放送（RBC）           | TBS系列局 | 月曜 23時59分 - 翌0時29分                                               | 2010年3月22日 | 同時ネット |
| 北海道         | 北海道放送（HBC）         | TBS系列局 | 水曜 23時55分 - 翌0時26分                                               | 2010年3月31日 | 9日遅れ    |
| 岩手県         | IBC岩手放送（IBC）        | TBS系列局 | 金曜 23時59分 - 翌0時29分                                               | 2010年4月2日  | 11日遅れ   |
| 宮崎県         | 宮崎放送（MRT）           | TBS系列局 | 火曜 0時54分 - 1時24分（月曜深夜）                                      | 2010年4月5日  | 14日遅れ   |

- テレビ山口では、2009年7月2日に単発放送された。
- あいテレビでは、過去に2回ほど単発放送された。

### 途中で打ち切ったネット局
- 静岡放送
- 中国放送 ‐ 2009年9月21日を以って打ち切り。
- 北陸放送 - 2008年3月24日を以って打ち切り。
- 大分放送・新潟放送 - 2009年3月16日を以って打ち切り。
- 南日本放送 - 2010年3月22日を以って打ち切り。